# Nemomydas wendyae
Nemomydas wendyae is een vliegensoort uit de familie Mydidae. De wetenschappelijke naam van de soort is voor het eerst geldig gepubliceerd in 1990 door Kondratieff & Welch.
De soort komt voor in Mexico.